# Filomela

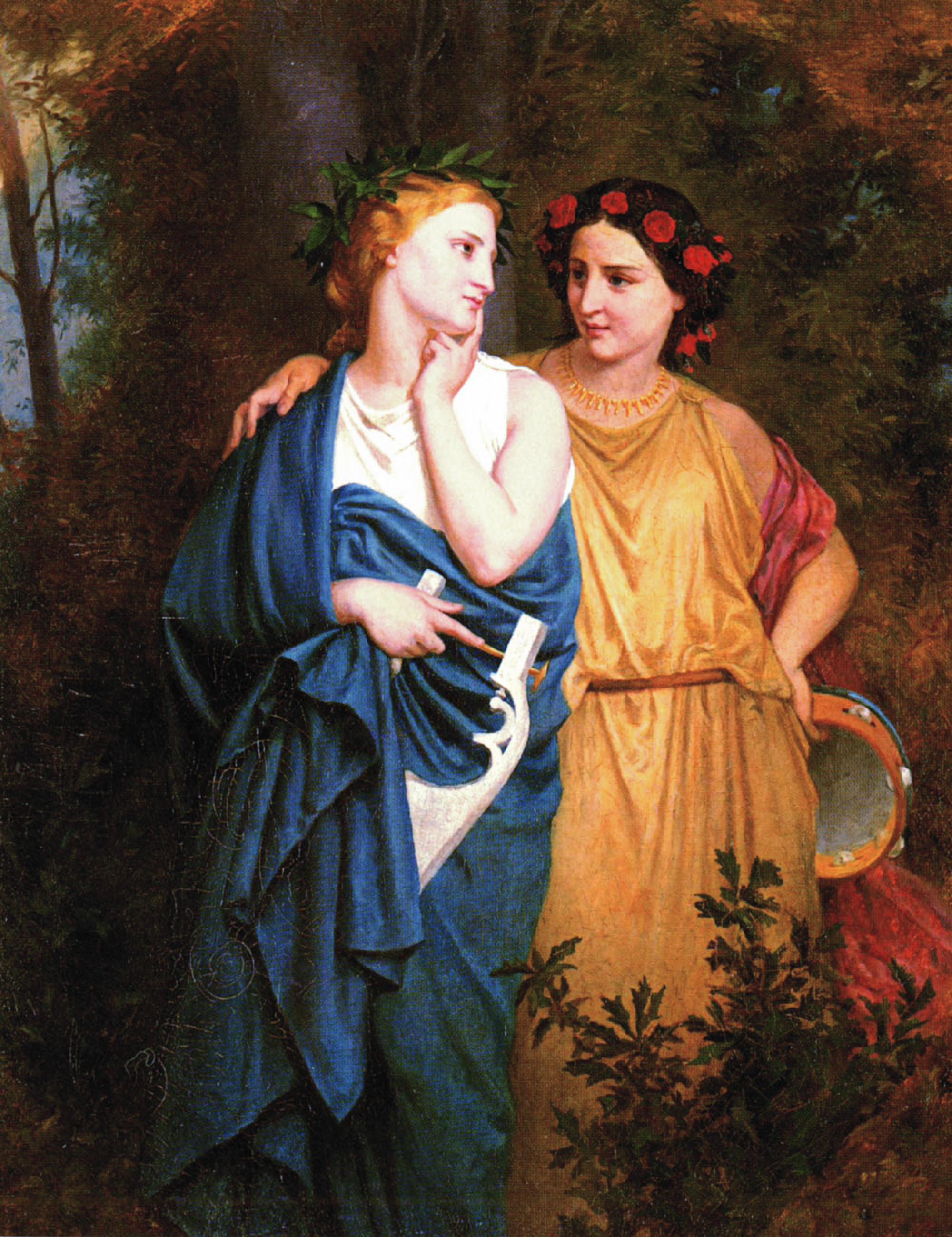
Óleo sobre lienzo de Elizabeth Jane Gardner: Filomela y Procne (Philomena and Procne).

Según la mitología griega, Filomela (en griego antiguo: Φιλομήλα) era la hija del rey de Atenas, Pandión, y de su esposa Zeuxipe. Tenía una hermana conocida como Procne y sus hermanos eran Erecteo y Butes.  
El marido de Procne era el héroe Tereo de Tracia, quien la había desposado tras haber salvado a Atenas de los bárbaros. Esta unión estuvo maldita desde sus inicios, y aunque tuvieron un hijo llamado Itis y vivían en paz, Procne sentía nostalgia de su hermana Filomela. Así que convenció a Tereo para que le permitiese verla de nuevo. Este accedió pero con la condición de que el encuentro se llevara a cabo en Tracia.
Así Tereo marchó a Atenas y, tras convencer al rey para que dejara partir a Filomela hacia Tracia, la llevó consigo. Pero la juventud y la hermosura de Filomela ya habían desatado la pasión de Tereo nada más verla. Cuando llegaron a Tracia la violó, sin hacer caso de sus desesperadas súplicas. Además, para que Procne nunca se enterara de su reprobable acción, le cortó la lengua y la encerró en una solitaria prisión en el bosque. Luego dijo a Procne que su hermana había muerto.
Víctima de la tristeza y el abandono, Filomela decidió emprender su plan para vengarse de Tereo. En su solitaria prisión tejía sobre un lienzo blanco y con hilo púrpura la triste historia de su vida. Cuando acabó hizo llegar su obra a su hermana, la reina. Así fue como Procne se enteró de que su esposo la había engañado, pues su hermana todavía vivía. Deseosa de venganza, Procne se dirigió a la prisión de Filomela aprovechando el tumulto de las fiestas dedicadas a Baco. Con atuendo de bacante rescató a Filomela y la llevó a palacio, donde tuvo lugar el triste reencuentro. Pero pronto a las lágrimas siguió la venganza, que Procne quiso más cruel aún que el crimen de su esposo.
Viendo, pues, el parecido de su hijo Itis con el culpable de su desgracia, Procne le dio muerte. Entre ambas hermanas despedazaron el cadáver y lo cocinaron para Tereo. Él comió sin advertir nada, hasta que, cuando hubo terminado, reclamó la presencia de su hijo. Fue entonces cuando Procne exclamó satisfecha "tienes dentro a quien reclamas"; y Filomela irrumpió con la cabeza del desdichado Itis. Enfurecido, Tereo inició la persecución de las asesinas, pero los dioses acabaron con la cadena de actos crueles transformando a los tres en aves: a Tereo, en la abubilla, semejante a un guerrero con penacho y agudo pico; a ellas, en aves más pequeñas: a Filomela en ruiseñor y a Procne en golondrina, según la obra de unos autores, y al contrario según la de otros. 

## En obras modernas
En su obra Tito Andrónico, Shakespeare basa el personaje de Lavinia en el de Filomela. Lope de Vega narra el mito de Filomela, Procne y Tereo en el poema La Filomena (1621) y Francisco de Rojas Zorrilla recrea el mito en la obra de teatro Progne y Filomena (1636).  

## Onomástica
Las palabras «filomela» y «filomena» se emplean en poesía como sinónimo de «ruiseñor».

## Filomela en Iberoamérica

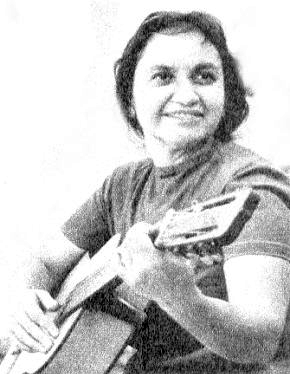
La chilena Violeta Parra difundió la tonada Blanca Flor y Filumena, una de las versiones más conocidas del mito de Tereo, conservado en múltiples formas por la tradición oral iberoamericana.

En las versiones presentes en la literatura oral de Iberoamerica de este mito, registradas en América, España y Portugal, entre cantores populares de décimas, Filomela recibe el nombre Filomena o Filumena.
El relato de Filomela ha sobrevivido en la literatura oral durante siglos, tanto en la península ibérica como en América Latina, encontrándose versiones de él hasta la actualidad. Filomela se llama en este contexto Filomena o Filumena. Mientras Procne es casi siempre llamada Blanca Flor o Blancaflor en estas tradiciones.
Más allá de lugares y nombres, las versiones iberoamericanas suelen diferir en algunos detalles del famoso relato de Ovidio. Habitualmente en los romances orales Blanca Flor se encuentra embarazada cuando ocurre la violación de su hermana, mientras que en el texto de Ovidio ha dado a luz a Itis ya hace algunos años. A diferencia de las versiones clásicas, en los romances las diversas encarnaciones de Tereo desde un principio aman a Filomena, aceptando el matrimonio con Blanca Flor como una segunda opción. Cuando en el mito de Ovidio una sirvienta ayuda a Filomena, en los romances suele ser un pastor quien cumpla ese rol. En algunos lugares, como Tenerife, el habitual hijo de la pareja es trocado en una "niña hembra" . En ciertos países, como Chile, a veces se omite el truculento episodio del banquete y del canibalismo inconsciente de Tereo sobre su propio hijo, terminando el relato simplemente con el suicidio de "Don Bernardino" (Tereo), que se lanza desde un peñasco. Sin embargo sí es común encontrar ese episodio a lo largo de Iberoamérica, donde muchas veces la cena toma la forma de una cazuela o puchero (por ejemplo, prácticamente en toda España y en versiones de Cuba, Centroamérica o Marruecos). En más raras ocasiones la cena de la venganza asume la forma la de una empanada (hay casos de esta variante en Galicia y Asturias). En muchos de estos romances se explicita como una de las conclusiones recurrentes del relato que las hijas no deben ser casadas "con forasteros". No se encuentra rastro en la tradición oral iberoamerica del episodio de la metamorfosis de los personajes en pájaros.
El nombre de Tereo se transforma en los romances tomando numerosas variantes, siendo la mayoría absolutamente distintas del original. Entre los apelativos del personaje de Tereo se encuentran Tereno (Asturias), Tarquino (Andalucía), Tarquín (Cataluña), Galán de Turquía (Costa Rica), Duque Don Bernardino (Chile) o Caballero de Turquía (Chile y Portugal), pero las variaciones recogidas son muchísimas más; Rey Turco, Joven de Turquía, "turco de Turquía", "moro de Turquía", Chusquino, Chusquín, Virtín, Cerquín, Turquí, Tortí (en Tetuán, Marruecos), Turquío, Turquido, Truquillo, Truquinus, Tranquilo, Tarquilo, Tranquino, conde de Sevilla, duque Fernandillo, un caballero de Francia o un tal Manuel de la Vega. También se transforma en los romances en un genérico pastor (común en las versiones de Colombia), un soldado, un zagal, un caballero, un galán, un joven, un tratante de paños o simplemente "un traidor".
Como se aprecia, muchas versiones identifican al villano Tereo con los moros y turcos, sea por identificación de la antigua Tracia con Turquía, por alcance fonético o tendencia a adjudicar maldad a extranjeros, máxime de otras religiones, lo que no es raro, considerando que Tereo simboliza al extranjero bárbaro en el mito griego original. Otra derivación religiosa es que en romances iberoamericanos el personaje del rey ateniense Pandión, que en general en español se reemplaza por una mujer (suegra del violador y madre de las hermanas), es adjudicado muchas veces a una santa. Se encuentran versiones en que el personaje es cierta Santa Lucía (Chile), Santa Juana (Colombia) o Santa Fe (Costa Rica). En su defecto, en España es común que se trate de "una romera", una mujer que ha emprendido en un peregrinaje religioso cristiano, lo que daría cuenta de una forma de religiosidad socialmente aceptada y valorada.
Pero también ocurre una transposición de estos simbolismos en ocasiones. Por ejemplo, en una de las versiones más popularizadas del romance, la tonada Blanca Flor y Filumena recogida por Violeta Parra en Chile, Tereo es una figura identificable con lo español (Duque don Bernardino), mientras que a la madre de las hermanas, víctima indirecta de su yerno, se nombra simplemente "La Mora".